# Neoneura moorei
Neoneura moorei – gatunek ważki z rodziny łątkowatych (Coenagrionidae).